# Ferenc Visky
Ferenc Visky, pronunție Ferenț Vișchi,  (n. 1 iulie 1918, Agriș, Satu Mare, România – d. 5 octombrie 2005, Oradea, România) a fost un pastor reformat din România, deținut politic și scriitor.
În 1958 a fost condamnat la 22 de ani de închisoare, iar soția și cei șapte copii au fost deportați în Bărăgan.
„De câteva luni dorm în același pat cu preotul greco-catolic Dărăban. Mă trezesc adesea că-mi acoperă picioarele, să nu răcesc.”—70 de povestiri despre pușcărie și prietenie, p. 21.

## Scrieri
- Fogoly vagyok, Kolozsvár, 2002; în română: 70 de povestiri despre pușcărie și prietenie, traducere de Georgeta-Delia Hajdu, Cluj, 2004;
- Méz a sziklából, Kolozsvár, 2003; în română: Mierea din stâncă, traducere de Paul Drumaru, Cluj, 2007;
- Szerelme szorongat, Kolozsvár, 2004.